# Vsévolod Abramóvich

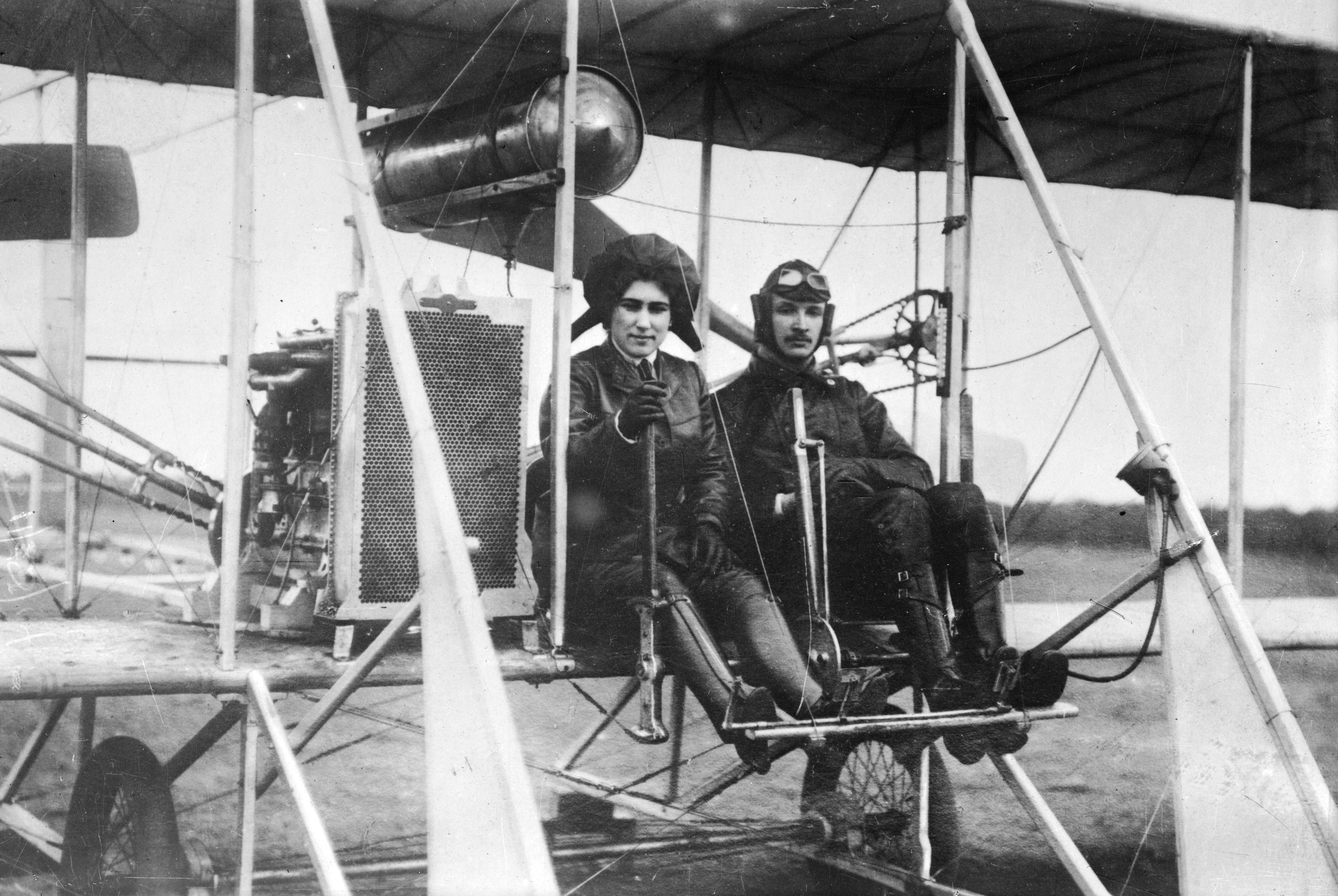
Abramovich y la aviadora Eugenia Shakhovskaya en 1913

Vsévolod Mijáilovich Abramóvich (del ruso: Всеволод Михайлович Абрамович) (11 de agosto de 1890 - 24 de abril de 1913), fue un pionero de la aviación ruso.

## Biografía
Abramovich nació el 11 de agosto de 1890 en Odesa, nieto del escritor Mendele Sforim. Estudió en el colegio técnico de Charlottenburg. En 1911 obtuvo su licencia de piloto y comenzó a trabajar para la filial alemana de los hermanos Wright (Flugmaschinen Wright), convirtiéndose luego en jefe de piloto de pruebas.
En 1912 Abramovich construyó su propio avión, basada en lo que aprendió en la fábrica de los hermanos Wright. Luego de varias pruebas, voló hasta San Petersburgo, norte de Rusia, para participar en una competencia de aviación militar.
El mismo año, estableció un récord mundial de altitud de 2100 metros (6888 pies) y un récord de resistencia para llevar a cuatro pasajeros por el lapso de 47 minutos. Murió en un accidente de aviación, mientras realizaba una instrucción de piloto en Johannisthal el 24 de abril de 1913.